# 週刊トラトラタイガース
『週刊トラトラタイガース』（しゅうかんトラトラタイガース）は、1983年10月8日から2005年3月27日まで読売テレビ（よみうりテレビ、YTV）で放送されていた関西ローカルの阪神タイガース応援番組である。
阪神の野球における宿敵、読売ジャイアンツの親会社である読売グループ関連放送局制作の番組でありながら、現在関西民放各局で多く放送されている同球団の応援番組（コーナー）の先駆者的存在であった。

## 概要
元々1980年から1983年に毎週土曜日23:55 - 0:55に『スポーツワイドショー ザ・プロ野球』と題して、阪神タイガースの話題を中心にしたプロ野球の動きや選手をゲストに迎えてのトークなどを展開する番組があったが、それを発展させて阪神タイガースの話題に特化した番組として毎週日曜17:00 - 17:20に放送開始した。1993年4月11日放送分では、番組の最高視聴率17.9%を記録した。
その後の1996年に日曜12:40 - 13:00に移動したあと、1998年から日曜深夜（月曜未明 『NNNドキュメント』の後）の放送に移動した。

### 番組の終焉と新たな展開
2004年のプロ野球再編問題以降から「交流戦導入などの様々な動きがあり、野球ファンの底辺を拡大したい」というよみうりテレビ側の意向もあり、2005年3月27日放送分をもって番組は終了。21年半の放送に幕を降ろした。
それから18年後の2022年3月に読売テレビは『ytv阪神応援チャンネル「トラトラタイガース」』と題して、YouTubeにて当番組を復活することを発表。3月11日のオープン戦から阪神タイガースの試合のハイライト等を中心に配信しており、同年5月からは公式Twitterも開設している 。

## 歴代出演者

### キャスター
- 北野誠（1983 - 1984）
- 桂雀々（1985 - 1987）
- 遥洋子（1987 - 2001）
- 陣内智則（2003 - 2005）
- 中元綾子（担当期間中は讀賣テレビのアナウンサー 2002 - 2004）
- 堀朱里（HOP CLUB 2005）

### アシスタント
- 叶美香（高校時代、本名の玉井美香名義で出演）

### コメンテーター
- 辻佳紀（ヒゲ辻 1983 - 1986）
- 川藤幸三（1987 - 1989、1992 - 2005）

※1990 - 1991年は週代わりでタイガースOBがゲスト出演した。
- 掛布雅之
- 長崎慶一

### アナウンサー
いずれも出演時点で讀賣テレビのアナウンサーで、◎はスポーツアナウンサー。サブキャスターや「ファーム情報」のリポーターなどを務めていた。
- 羽川英樹
- 森たけし
- 結城豊弘
- 小城敏◎
- 牧野誠三◎
- 山本純也◎
- 尾山憲一◎
- 野村明大◎

## 備考
- この番組に関連して主として火曜日、木曜日、土曜日（読売テレビに巨人戦以外の阪神戦主催試合放映権がある日）に於けるナイター開催日に深夜枠で『トラトラナイター』が放送された。基本は試合の録画中継だが、毎年夏場（7-8月）にはタイガースファンのタレントらをゲストに迎えたスタジオトークも交えて行われていた。
  - なお、広島テレビでは、対広島戦でこの『トラトラナイター』の映像を使用して実況と解説を自社で差し替えて木曜・土曜ゴールデンタイムに実質裏送りの生中継で放送することがあった（解説：濃人渉・村山実・池谷公二郎・小林誠二・山本浩二・水沼四郎、実況：脇田義信・加藤進他）。中継内で放送席の模様が映っていたことから、いわゆる「カラ出張（オフチューブ）」ではなく、実際に阪神甲子園球場（またはグリーンスタジアム神戸）に乗り込んで仮設ブースを設置していたことがわかる。なお、村山と水沼は読売テレビと広島テレビの兼任だったため（村山は日本テレビも兼務）、『トラトラナイター』に出演する場合と、広島テレビの生中継に出演する場合とがあった。
- 元阪神タイガース監督で読売テレビ解説者も務めた村山実の長男村山真司が企画立案し、初代プロデューサーを務めた。後に村山は当番組の後継番組と呼べる『BRAVO!』のチーフプロデューサーを担当していた。
- 読売テレビアナウンサー時代に本番組のキャスターを務めていた中元綾子は、広島県出身で阪神ファンではなかったという。なお、広島県への帰郷後、広島ホームテレビ（テレビ朝日系列）に契約アナウンサーとして在籍した際にキャスターを担当した『HOME Jステーション』の番組宣伝では、「阪神タイガースの応援番組に出ていた」とメインキャスターの渡辺徹（出演当時広島ホームテレビアナウンサー）から本番組への出演経験を突っ込まれる台詞があった。フリー転身後は同局に加えて中国放送（TBS系列）・テレビ新広島（フジテレビ系列）の番組へのレギュラー・準レギュラー出演経験がある一方、読売テレビと同系列（日本テレビ系列）の広島テレビには恒常的な出演経験がない（読売テレビでの出演番組のネット受けはフリー転身後を含めて若干あり）。